# Utah Jazz
De Utah Jazz is een basketbalteam uit de National Basketball Association, uit Salt Lake City, Utah. Ze komen uit in de Northwest Division van de Western Conference.

## Teamgeschiedenis
De ploeg werd in 1974 opgericht in New Orleans als de New Orleans Jazz; maar de eerste jaren waren de resultaten teleurstellend, zowel op sportief als financieel vlak, niettegenstaande ze met "Pistol" Pete Maravich een van de meest getalenteerde spelers in de NBA in hun rangen telden. Na vijf seizoenen verhuisde het team in 1979 naar Salt Lake City, Utah. De naam "Jazz" bleef behouden hoewel Salt Lake City nauwelijks een jazz-traditie heeft.
De volgende seizoenen bleef het team onderaan de rangschikking bengelen, maar dankzij de aanschaf van spelers als Adrian Dantley in 1979, Mark Eaton in 1982 en Thurl Bailey in 1983, kon het team in 1983/1984 onder coach Frank Layden voor de eerste keer de Midwest Division winnen. In de play-offs verloren ze in de tweede ronde van de Phoenix Suns. Dit was het eerste van twintig achtereenvolgende seizoenen waarin de Jazz de play-offs haalden.
In 1984 en 1985 kwamen resp. John Stockton en Karl Malone het team versterken. Deze zouden zich de volgende jaren ontpoppen tot supersterren en vormden een geducht koppel op het veld; Stockton als guard en Malone als forward. De Jazz konden in de jaren 1980 evenwel nooit meer verder dan de tweede ronde van de play-offs komen.
Seizoen 1988-1989 nam Jerry Sloan de positie van hoofdcoach over van Frank Layden. Aan het einde van dat seizoen wonnen de Jazz de Midwest Division, maar verloren in de eerste ronde van de play-offs van de Golden State Warriors.
Seizoen 1991-1992 haalden de Jazz voor het eerst de finale van de Western Conference (3e ronde van de play-offs), waarin ze verloren van de Portland Trail Blazers. Zover kwamen ze ook in 1993-1994, toen ze in de Conference-finale verloren van de latere NBA-kampioen Houston Rockets.
De derde maal dat de Jazz de Conference-finale bereikten was in 1995-1996, toen ze verloren van de Seattle SuperSonics.
Seizoen1996-1997 hadden de Jazz een legendarisch team met spelers als Stockton, Malone, Jeff Hornacek, Greg Ostertag, Antione Carr e.a. Ze haalden dat seizoen hun beste resultaat in de reguliere competitie (64 gewonnen tegen 18 verloren wedstrijden), wonnen de Western Conference na winst in de play-offs tegen de Los Angeles Clippers, de Los Angeles Lakers en de Houston Rockets, en bereikten voor het eerst de NBA Finals. Hun tegenstanders waren de Chicago Bulls met superster Michael Jordan. Ze verloren van deze laatsten met 4-2. Karl Malone werd in dat seizoen uitgeroepen tot meest verdienstelijke speler van de NBA (Most Valuable Player); een eer die hem in 1999 opnieuw zou te beurt vallen.
Seizoen 1997-1998 bereikten de Jazz opnieuw de NBA Finals na winst tegen de Houston Rockets, de San Antonio Spurs en de Los Angeles Lakers in de play-offs. In de NBA Finals verloren ze opnieuw van de Chicago Bulls met 4-2; Michael Jordan scoorde het beslissende schot in de slotseconden van wedstrijd zes.
Seizoen 1998-1999 verloren de Jazz in de tweede ronde van de play-offs van de Portland Trail Blazers. Ook het volgende seizoen wonnen ze de Midwest Division, maar verloren opnieuw in de tweede ronde van de play-offs van de Portland Trail Blazers.
In de drie volgende seizoenen, verloren de Jazz in de eerste ronde van de play-offs van de Dallas Mavericks (2000-2001) resp. de Sacramento Kings (2001-2002 en 2002-2003). Na dit laatste seizoen kwam er een einde aan het tijdperk Stockton-Malone; Stockton stopte en Malone ging naar de Los Angeles Lakers.
Seizoen 2003-2004 misten de Jazz voor het eerst na 20 seizoenen de play-offs. Het volgende seizoen was hun slechtste sinds 1982, met slechts 26 gewonnen wedstrijden tegen 56 verloren en geen play-off plaats.
Seizoen 2006-2007 waren de Jazz uitstekend begonnen met acht overwinningen en één nederlaag. De Jazz hebben zich inmiddels voor het eerst sinds 2003 weer voor de play-offs geplaatst. Tevens werden twee spelers van de Jazz in 2007 gekozen voor de All Stars, namelijk Mehmet Okur en Carlos Boozer. Boozer kon vanwege een blessure niet spelen, Okur scoorde vier punten voor de western-conference. De Jazz waren in de play-offs gekoppeld aan de Houston Rockets. De Jazz wonnen de serie met 4-3 en bereikten daardoor de halve finale van de western-conference. Met nog 1:16 te gaan in de vierde kwart van de zevende wedstrijd tegen de Rockets gooide Okur een schitterende 3-punter en de Rockets kwamen deze klap niet meer te boven in de nog resterende tijd. In de halve finale van de western-conference waren de Golden State Warriors de volgende tegenstander van de Jazz. De Jazz wonnen de serie vrij gemakkelijk met 4-1 en stonden zodoende in de finale van de western-conference. Hierin namen ze het op tegen de San Antonio Spurs, die te sterk bleken. San Antonio won de serie met 4-1.
Seizoen 2017-2020 is de periode die is gebruikt om weer op te bouwen. Met het vertrek van Gordon Hayward naar de Boston Celtics werd verwacht dat er een moeilijke periode zou aanbreken. En met een begin van 17-21 was dat ook zo. De Jazz had met de draft van 2017 een gouden greep gedaan met het draften van Donovan Mitchell op plek 13. Vanaf het de tweede seizoens helft speelde Mitchell alles en liet zijn klasse zien. Rudy Gobert die een groot gedeelte van de eerste seizoens helft geblesseerd was kwam ook weer terug en het en team begon te draaien. De Jazz eindigde uiteindelijk op de vijfde plek met een 48-34 stand. In de playoffs werd vervolgens verloren van Oklahoma City Thunder met 4-2.
Rudy Gobert werd uitgeroepen tot defensieve speler van het jaar. Mitchell werd tweede in het rookie van het jaar klassement achter Ben Simmons en coach Quin Snyder tweede als coach van het jaar.
Het jaar erop begon de Jazz niet zoals verwacht. Sterspeler Mitchell had moeite met scoren en de driepunters leken maar niet te vallen. De ommekeer kwam na het allstar weekend toen hij het net weer wist te vinden. Met een goede serie van 32-13 wist de jazz weer vijfde te worden met een stand van 50-32. in de playoffs werd in de eerste ronde verloren van de Houston Rockets met 4-1.
Gobert werd voor de tweede keer defensieve speler van het jaar.
In de zomer van 2019 was de Jazz erg actief met het halen van spelers. met Bojan Bogdanović en Mike Conley Jr kwamen er goede versterkingen bij en was de verwachting hoog.
De jazz was erg wisselvallig met reeksen van soms 10 gewonnen wedstrijden en dan weer 6 verloren en hebben zelfs een tijdje op de tweede plek gestaan in de western conference.
Dit jaar heeft de Jazz in Gobert en Mitchell 2 spelers in de allstar game

## Bekende ex-spelers
- Karl Malone Karl Malone
- Pete Maravich
- Thurl Bailey
- Adrian Dantley
- Mark Eaton
- Carlos Boozer
- Gordon Hayward
- Mike Conley
- Rudy Gobert
- Donovan Mitchell

- John Stockton John Stockton
- Jeff Hornacek
- Jeff Malone
- Greg Ostertag
- Deron Williams
- Ricky Rubio
- Kyle Korver
- Matt Harpring
- Raja Bell
- Andrei Kirilenko

## Erelijst
- NBA Champions  (0x):

- Western Conference Champions  (2x): 1997, 1998

- Northwest Division Champions  (11x) : 1984, 1989, 1992, 1997, 1998, 2000, 2007, 2008, 2017, 2021, 2022